# Thomas Downey
Thomas Francis Xavier Downey (ur. 11 maja 1969 w Bostonie) – amerykański aktor filmowy i telewizyjny.

## Wybrana filmografia

### Filmy
- 1992: Więzy przyjaźni – student
- 1994: Rodeo w Nowym Jorku – kelner
- 1994: Karate Kid IV: Mistrz i uczennica – Morgan
- 1998: Grzeszna propozycja – Torrey Harrington
- 2005: Bestia z Wisconsin – Quinn McKenzie
- 2005: Król zaginionego świata – Reggie

### Seriale
- 2000: Diagnoza morderstwo – porucznik Richard Martinelli
- 2000: Różowe lata siedemdziesiąte – policjant
- 2000: Partnerki – ochroniarz
- 2001: Babski oddział – oficer Gatlin
- 2015: My Half Brother – Jefferson Jeffries